# ExA-Arcadia
exA-Arcadia (japonés: エクサ・アルカディア, Hepburn: Ekusa Arukadia) es un sistema de placa base para máquinas recreativas desarrollada por la compañía exA-Arcadia PTE. LTD., debutando en Japón el 27 de noviembre de 2019.
Calificada por sus creadores como un intento para "regresar los videojuegos al Arcade", la placa se caracteriza por no tener bloqueo regional a través de conexiones a internet y una mentalidad de distribución internacional, a diferencia de la competencia durante la década del 2010 que solamente funciona dentro de Japón como NESiCAxLive de Taito o ALL.Net P-ras de Sega.
Su hardware está basado en arquitectura de PC con el uso de sistema operativo base de Windows y a través del uso de cartuchos. Este hardware, inspirado en Neo Geo, soporta hasta cuatro cartuchos intercambiables al mismo tiempo, por lo que el usuario tiene la opción de elegir el juego a su gusto a través de una Interfaz de usuario.

## Historia
Durante la década de los 2000 la industria del mercado Arcade recibió una fuerte caída, lo que terminó cortando casi en su totalidad la producción de nuevos juegos fuera de Japón con excepciones muy específicas. Durante este proceso, la industria japonesa de las recreativas saltó de la creación de hardware propio al uso de arquitectura de PC genérica, con placas como Type-X o Bemani PC. A pesar de que en un principio estos juegos podían ser adquiridos fuera de Japón, con el paso de los años varias compañías aplicaron sistemas de seguridad con conexión a internet y servicios de arriendo por distribución digital que solamente funcionan dentro de Japón, sin posibilidad alguna de poder adquirir estos juegos fuera del país de manera legal.
ExA-Arcadia nació como proyecto el año 2017 creado por Eric "ShouTime" Chang, coleccionista de placas recreativa y conocido por participar en la creación y distribución de varias imágenes de ROM para MAME, así también por participar en varias instancias del torneo de juegos de pelea Evolution Championship Series. Uno de sus mayores puntos de filosofía era volver a distribuir una placa recreativa a nivel internacional, sin este tipo de bloqueos y con soporte a la industria independiente mundial. ExA-Arcadia fue revelada públicamente en el evento JAEPO del 2018. El jingle del logotipo fue compuesto por Manabu Namiki.
El 27 de noviembre de 2019 exA-Arcadia debutó en el mercado japonés con su primer juego, Aka to Blue Type Revolution, un Matamarcianos desarrollado por la compañía Tanoshimasu. El lanzamiento de la placa a nivel internacional fue retrasado sin fecha exacta para el 2020, a cambio Aka to Blue Type Revolution recibirá una versión internacional con bugs corregidos y agregados extras. El precio de la preventa internacional de exa-Arcadia es de 3,549 dólares de Singapur, puesto que la fabricación de la placa está manufacturada en dicho país.
El 15 de abril de 2020, el medio de noticias de videojuegos Famitsu confirmó que toda la primera tirada de unidades de exA-Arcadia para el mercado japonés fueron vendidas y que revelarían más de 25 títulos de acá a fin de año.

## Especificaciones técnicas
- Sistema operativo: Microsoft Windows
- CPU：Intel Core i3-8100
- Memoria RAM: DDR4-2400 8GB
- Video: Tarjeta de video basada en serie NVIDIA GeForce
- Resolución: 1080p・768p・720p・480p(4:3). Puede funcionar tanto con pantalla en posición horizontal como vertical
- Conexión estándar: JVS. La I/O puede ser modificada para ser compatible con el estándar JAMMA
- Conexión externa: Wi-Fi
- Media: Cartuchos ROM. Soporte de hasta cuatro cartuchos al mismo tiempo. Los juegos pueden recibir actualizaciones por internet de manera gratis.
- Motores gráficos soportados: Unity, Unreal Engine 4, Game Maker Studio, Corona, STG Builder, 2D Kakutou Circle 2nd

## Lista de juegos
Títulos publicados
| Aka to Blue Type Revolution | Tanoshimasu | Tanoshimasu | 27 de noviembre de 2019 |

Títulos por salir
| Akirios Exa                                         | Doragon                | Doragon                |                                                                                 |
| Alien Field 3671                                    | Mindware               | Mindware               |                                                                                 |
| Axel City 2                                         | Project Atsuki         | Kadokawa               |                                                                                 |
| Bayani                                              | Ranida Games           | Ranida Games           |                                                                                 |
| Blazing Chrome AC                                   | Joymasher              | Joymasher              |                                                                                 |
| Chaos Code -Exact Xeno Attack-                      | FK Digital             | exA-Arcadia            |                                                                                 |
| Cosmic Digger 3671                                  | Mindware               | Mindware               |                                                                                 |
| Daraku Tenshi: The Fallen Angels (título tentativo) | City Connection        | exA-Arcadia            |                                                                                 |
| DoDonPachi SaiDaiOuJou Exa Label                    | Cave                   | exA-Arcadia            |                                                                                 |
| Fight of Gods Arcade Edition                        | Digital Crafter        | Digital Crafter        |                                                                                 |
| Gimmick! exAct☆MIX                                  | Sunsoft                | exA-Arcadia            |                                                                                 |
| Infinos EXA                                         | Picorinne Soft         | Picorinne Soft         | Distribución cerrada y limitada a locales en Japón empezó el 5 de marzo de 2020 |
| Lightning Knights                                   | TiKiPOD                | TiKiPOD                |                                                                                 |
| Nippon Marathon Turbo                               | Onion Soup Interactive | Onion Soup Interactive |                                                                                 |
| NOISZ ARC⌖CODA                                      | NOISZMAKERS            | Anarch Entertainment   |                                                                                 |
| Psyvariar Delta AC                                  | Success                | City Connection        |                                                                                 |
| Rival Megagun XE                                    | Spacewave Software     | Spacewave Software     |                                                                                 |
| Shikhondo Red Purgatory                             | Deer Farm              | Deer Farm              |                                                                                 |
| Strania EX                                          | G.Rev                  | G.Rev                  |                                                                                 |
| Super Battle Princess Madelyn                       | Monster Bath Studios   | Monster Bath Studios   |                                                                                 |
| Super Hydorah AC                                    | Locomalito             | Abylight Studios       |                                                                                 |
| The Kung Fu VS Karate Champ                         | Jae-Lee Productions    | Jae-Lee Productions    |                                                                                 |
| Vitra Hexa                                          | Neotro                 | Neotro                 |                                                                                 |

Títulos cancelados
| Dimension Drive EX | 2Awesome Studio    | 2Awesome Studio | El juego fue borrado de la base de datos de exA-Arcadia en diciembre de 2019                                                                    |
| Devil Engine       | Protoculture Games | Dangen          | El juego fue borrado de la base de datos de exA-Arcadia en diciembre de 2019. Desarrollador original estaría en una disputa legal contra Dangen |